# Capitocrassus
Capitocrassus is een kevergeslacht uit de familie van de boktorren (Cerambycidae). De wetenschappelijke naam van het geslacht werd voor het eerst geldig gepubliceerd in 1921 door Van Eecke.

## Soorten
Capitocrassus is monotypisch en omvat slechts de volgende soort:
- Capitocrassus castaneus Van Eecke, 1921